# Eumedonia perversa
Eumedonia perversa är en fjärilsart som beskrevs av Schultz 1906. Eumedonia perversa ingår i släktet Eumedonia och familjen juvelvingar. Inga underarter finns listade i Catalogue of Life.